# Itagi, Basavana Bagevadi
Itagi là một làng thuộc tehsil Basavana Bagevadi, huyện Bijapur, bang Karnataka, Ấn Độ.